# Classicnl
classicnl (voorheen Classic FM) is een radiostation dat 24 uur per dag licht klassieke muziek uitzendt.

## Geschiedenis
Eind januari 1994 vond er een herverdeling van de FM-etherfrequenties plaats. Hierbij was één frequentiepakket te verdelen voor jazz en klassieke muziek. De voorkeur van het ministerie van Welzijn, Volksgezondheid en Cultuur ging uit naar EuroJazz (later Jazz Radio genoemd), maar dit station kon het financieel niet opbrengen. Het Britse Classic FM had ook geboden op het frequentiepakket. Na onderhandeling tussen het ministerie en de Britten werd het pakket toebedeeld aan Classic FM op voorwaarde dat 40% jazz uitgezonden zou worden. Op 30 april 1994 werd het Nederlandse Classic FM opgericht en gingen de uitzendingen van start.
In 1997 deed de rechter uitspraak in een zaak naar de frequentieverdeling van 1994, na een aanklacht door Sky Radio en Radio 538. Onderdeel van de uitspraak was het vervallen van de verplichting aan Classic FM voor het draaien van jazz en klassieke muziek. Even later nam Sky Radio Ltd. het station over en liet de jazzmuziek vervallen; sindsdien is er alleen licht klassieke muziek te horen op Classic FM. Dit bleek erg goed te zijn voor de luistercijfers; vanaf 1998 behaalde het station bijna elke maand meer luisteraars dan Radio 4.
Op 1 april 2000 werd de noodlijdende concurrent Concertradio ingelijfd, waardoor Classic FM het enige klassieke, private radiostation van Nederland werd.
Bij de frequentieverdeling van mei 2003 was Sky Radio Group, namens Classic FM, de enige bieder voor het frequentiepakket klassieke muziek. Omdat de moedermaatschappij slechts totaal twee FM-pakketten mocht bezitten werd Classic FM geofferd ten gunste van Sky Radio en Radio Veronica. Het pakket voor klassieke muziek bleef eerst onverdeeld, om later dat jaar aan Arrow 90.7 FM (het latere Sublime FM) toegekend te worden.
Classicnl is nu alleen te ontvangen via kabel, satelliet en internet. Tot november 2017 was Classicnl (toen Classic FM) ook te ontvangen via DAB. In 2009 werd het vijftienjarig jubileum gevierd met bijzondere uitzendingen, een uitverkocht concert in het Amsterdamse Concertgebouw en een speciale cd.
In 2013 gaat het roer om bij het toenmalige Classic FM. Het accent komt meer te liggen op het gesproken woord. Door een samenwerking met De Telegraaf komt voortaan vanaf de redactievloer de ochtendshow. En in de avond komen er speciale thema-avonden. Zoals At the Movies met Bart van Leeuwen en een speciaal reisprogramma. In april krijgen Michael Pilarczyk en Bart van Leeuwen een programma op de klassieke zender. Ze zijn dagelijks te horen. Op de zondagochtend is een verzoekprogramma gestart.
Classicnl (toen Classic FM) was tot oktober 2017 onderdeel van Telegraaf Media Groep NV maar deze heeft per 1 november jl. de zender verkocht aan een entiteit die valt onder Bakker Oosterbeek Beheer BV.
Classicnl biedt haar luisteraars vier themakanalen: het reguliere Classicnl, dat klassieke muziek uitzendt. Ook is er Classicnl Chill Out, dat alleen rustige muziek uitzendt. Verder is er ook nog Classicnl Opera, dat voornamelijk operamuziek uitzendt. Tot slot is er ook nog Classicnl Soundtracks, dat voornamelijk filmmuziek uitzendt.
Op donderdag 26 september 2019 maakte het bedrijf achter de radiozender bekend vanaf oktober 2019 verder te gaan onder de naam Classicnl, vanwege de al langer verdwenen FM frequentie en de sterkere binding met het Nederlandse klassieke muziekleven die de zender wil aangaan. Daarmee komt ook een einde aan de licentie-overeenkomst met het Britse Classic FM die van 1994 tot 2019 van kracht was. De zender is inmiddels ook weer te beluisteren via DAB+.

## Beeldmerk

Van 1994 t/m september 2019